# 休倫 (堪薩斯州)
休倫（英語：Huron）是一個位於美國堪薩斯州艾奇遜縣的城市。

## 地方資料
根據2010年美國人口普查的數據，休倫的面積為0.19平方千米，當中陸地面積為0.19平方千米，而水域面積為0.00平方千米。當地共有人口54人，而人口密度為每平方千米284.21人。